# Centre Català (1976-1978)
|  | Aquest article tracta sobre el partit polític fundat el 1976. Si cerqueu l'entitat catalanista fundada el 1882, vegeu «Centre Català». |

Centre Català (CC) fou un partit polític creat a Barcelona el 1976 per iniciativa de joves empresaris europeistes i professionals vinculats al Cercle d'Economia i la Jove Cambra Internacional. El president fou Joan Mas i Cantí, el secretari general era Joaquim Molins i Amat, i s'hi vincularen altres empresaris com Carles Ferrer i Salat, Carles Güell de Sentmenat, Jordi Planasdemunt, Lluís Figa i Faura i Vicenç Oller.
El seu programa definia com a catalanista, federalista, liberal, europeista i defensor de l'economia de mercat, influït per Valéry Giscard d'Estaing i proper a les tesis del Consell de Forces Polítiques de Catalunya pretenia ocupar l'espai de centredreta democràtic i avançat. A les eleccions generals espanyoles de 1977 formà part de la coalició Unió del Centre i la Democràcia Cristiana de Catalunya juntament amb la Unió Democràtica de Catalunya. El 1978 es va integrar en la Unió de Centre de Catalunya (UCC) per tal de disputar-li l'espai de centredreta a CDC.